# آبش‌احمد
آبـِش‌اَحْمَد یکی از شهرهای استان آذربایجان شرقی که در بخش آبش‌احمد شهرستان کلیبر واقع شده‌است. این شهر با ۶٬۵۰۰ نفر جمعیت در سال ۱۴۰۳ به‌عنوان دومین شهر شهرستان کلیبر مطرح می‌گردد. شهر آبش‌احمد در حاشیه رودخانه سلین واقع شده و نام قدیم این شهر «احمدلو» بوده‌است جمعیت کلی بخش آبش احمد که شامل خود شهر و روستا های همجوار می‌شود بیش از ۲۵٬۰۰۰ بیست و پنج هزار نفر می‌باشد 
در اردیبهشت ۱۳۹۰، یک محل باستانی شامل یک خمره مخصوص ن25داری غله و تکه‌هایی از سفال در روستای قره وانلو کشف شد.
یکی از شهرهای آذربایجان شرقی که در بخش آبش احمد شهرستان کلیبر واقع شده‌است. این شهر عنوان دومین شهر شهرستان کلیبر و پنجاه و یکمین شهر استان آذربایجان شرقی مطرح می‌گردد. شهر آبش‌احمد در منطقه‌ای سرسبز و خوش آب و هوا واقع شده‌است. بخش آبش احمد با داشتن کوهستان‌ها و باغ‌های بکر و خدادادی در سطح استان مشهور است. نام قدیم این شهر، امیش احمه بوده که امیش به زمین‌های گفته می‌شد که در دوران خان‌ها در دست اهالی بوده و احمه به معنی (کاشتن) بوده‌است؛ ولی در دیگر روستاها و قصبات زمین‌ها در دست خان‌ها بود؛ و نیز می‌گویند آبش و احمد دو برادر بودند که در آنجا ساکن بودند و به نام آن‌ها هم مشهور شده‌است. شهر آبش‌احمد در ۵۶ کیلومتری خداآفرین، ۳۳ کیلومتری هوراند و ۶۳ کیلومتری کلیبر و ۲۰۴ کیلومتری تبریز و ۹۲ کیلومتری اهر قرار دارد. این شهر نزدیک ۲۵۰۰ نفر جمعیت دارد.

## گردشگری
از مناطق دیدنی این بخش می‌توان به آب گرم معدنی کم‌نظیر متعلق (با دمایی بین ۶۰ و ۷۰ درجه) در ۴ کیلومتر ی این شهر اشاره کرد که دارای خواص بسیار زیادی در درمان بیماری‌های مفصلی و گرفتگی عضلات و همچنین بسیاری از حساسیت‌ها دارد که هر ساله پذیرایی هزاران گردشگر داخلی و خارجی هست
ز آثار تاریخی حومهٔ شهر می‌توان به قلعه کندی در جنوب شهر اشاره کرد. آبگرم معدنی یل سویی با دمایی ملایم که در درمان گرفتگی عضلات مؤثر است در شمال شرقی قلعه کندی واقع شده‌است، از نقاط دیدنی و تفریحی شهر، محسوب می‌شود. «سد خاکی ارسباران» در ۲۰ کیلومتری این شهر قرار دارد که امید است در آینده زندگی مردم در منطقه را متحول کند.
همچنین «امامزاده شاه قاسم» نیز در ۱۰ کیلومتری آبش‌احمد واقع شده‌است؛ ایشان برادر امام رضا ع هستند. از لحاظ فرهنگی این شهر در سطح منطقه نسبتاً متمایز است.

## مشاغل رایج
شغل اغلب مردم این شهر در گذشته نه چندان دور کشاورزی و دامپروری بوده اما با مدرن شدن و فراگیری زندگی شهری مشاغل گوناگونی به‌وجوده آمده و دامپروری رها شده و کشاروزی نیز به صورت مکانیزه رایج است.
گفتنی است که زمین‌های کشاورزی این شهر در دست عده که شاید کمتر از یک چهارم هست قرار دارد و سه چهارم مردم این شهر خوش‌نشین یا به عبارت دیگر فاقد زمین هستند؛ و این امر سبب شده این شهر و بخش یکی از مهاجر فرست‌ترین نقاط استان باشد.